# Сербия на Олимпийских играх
Сербия впервые приняла участие в Олимпийских играх в Стокгольме в 1912 году. На следующих Играх, после Первой мировой войны, в Антверпене в 1920 году, как и в 1924 и 1928 годах сербские спортсмены уже выступали в сборной Королевства сербов, хорватов и словенцев. В 1929 году Королевство переименовано в Югославию и на Олимпиадах в 1932 и 1936 годов сербские спортсмены выступали за Королевство Югославия.
После Второй мировой войны Югославия стала республикой: на Играх 1948, 1952, 1956 и 1960 годов олимпийцы из Народной Республики Сербии выступали в сборной Федеративной Народной Республики Югославии. Начиная с Игр 1964 года и до Зимних игр 1992 года — в сборной Социалистической Федеративной Республики Югославия. На Летних Олимпийских играх 1992 года в Барселоне из-за санкций, наложенных на Югославию, сербские спортсмены были вынуждены выступать как независимые олимпийские участники под олимпийским флагом.
Пропустив Зимние игры 1994 года, Сербия вновь вернулась на Олимпиаду в 1996 году в составе Союзной Республики Югославии, которая в 2003 была переименована и на Играх 2004 и 2006 годов выступала как Сербия и Черногория. В 2006 году Союз Сербии и Черногории распался. Лишь спустя 96 лет, на Летних Олимпийских играх 2008 года в Пекине, Сербия вновь приняла самостоятельное участие. Сербские спортсмены впервые приняли участие в зимней Олимпиаде как самостоятельная команда на Играх 2010 года в Ванкувере.

## Медальный зачёт

### Медали по Играм

#### Летние Игры
| Игры                 | Золото                                            | Серебро                                           | Бронза                                            | Всего                                             | Место                                             |
| 1912, Стокгольм      | 0                                                 | 0                                                 | 0                                                 | 0                                                 | —                                                 |
| 1920 — 2006          | принимала участие в сборных КСХС, Югославии и СиЧ | принимала участие в сборных КСХС, Югославии и СиЧ | принимала участие в сборных КСХС, Югославии и СиЧ | принимала участие в сборных КСХС, Югославии и СиЧ | принимала участие в сборных КСХС, Югославии и СиЧ |
| 2008, Пекин          | 0                                                 | 1                                                 | 2                                                 | 3                                                 | 61                                                |
| 2012, Лондон         | 1                                                 | 1                                                 | 2                                                 | 4                                                 | 42                                                |
| 2016, Рио-де-Жанейро | 2                                                 | 4                                                 | 2                                                 | 8                                                 | 32                                                |
| 2020, Токио          | 3                                                 | 1                                                 | 5                                                 | 9                                                 | 28                                                |
| 2024 Париж           | 3                                                 | 1                                                 | 1                                                 | 5                                                 | 27                                                |
| Итого                | 9                                                 | 8                                                 | 12                                                | 29                                                |                                                   |

#### Зимние Игры
| Игры           | Золото                                            | Серебро                                           | Бронза                                            | Всего                                             | Место                                             |
| 1924 — 2006    | принимала участие в сборных КСХС, Югославии и СиЧ | принимала участие в сборных КСХС, Югославии и СиЧ | принимала участие в сборных КСХС, Югославии и СиЧ | принимала участие в сборных КСХС, Югославии и СиЧ | принимала участие в сборных КСХС, Югославии и СиЧ |
| 2010, Ванкувер | 0                                                 | 0                                                 | 0                                                 | 0                                                 | —                                                 |
| 2014, Сочи     | 0                                                 | 0                                                 | 0                                                 | 0                                                 | —                                                 |
| 2018, Пхёнчхан | 0                                                 | 0                                                 | 0                                                 | 0                                                 | —                                                 |
| 2022, Пекин    | 0                                                 | 0                                                 | 0                                                 | 0                                                 | —                                                 |
| Итого          | 0                                                 | 0                                                 | 0                                                 | 0                                                 |                                                   |

### Медали по видам спорта
| Вид спорта                  | Золото | Серебро | Бронза | Всего |
| --------------------------- | ------ | ------- | ------ | ----- |
| Тхэквондо                   | 2      | 2       | 1      | 5     |
| Водное поло                 | 3      | 0       | 2      | 5     |
| Борьба                      | 1      | 0       | 1      | 2     |
| Карате                      | 1      | 0       | 0      | 1     |
| Стрельба                    | 1      | 2       | 2      | 5     |
| Баскетбол                   | 0      | 1       | 2      | 3     |
| Волейбол                    | 0      | 1       | 1      | 2     |
| Гребля на байдарках и каноэ | 0      | 1       | 0      | 1     |
| Плавание                    | 0      | 1       | 0      | 1     |
| Баскетбол 3×3               | 0      | 0       | 1      | 1     |
| Лёгкая атлетика             | 0      | 0       | 1      | 1     |
| Теннис                      | 1      | 0       | 1      | 2     |
| Всего                       | 9      | 8       | 12     | 29    |